# Trisagion
Pour l’œuvre musicale, voir Trisagion (Pärt).
Le trisagion est une série de trois invocations dans la liturgie byzantine utilisée par l'Église orthodoxe, les Églises des trois conciles et les Églises catholiques orientales, utilisée plus rarement dans le rite romain. Le terme est issu du grec τρίς (tris) signifiant « trois fois » et ἅγιος (agios), « saint   ». Elle consiste en la triple répétition de la phrase : ágios o Theós, ágios Ischyrós, ágios Athánatos, eléïson imás, en grec ancien : Ἅγιος ὁ Θεός, Ἅγιος Ἰσχυρός, Ἅγιος Ἀθάνατος, ἐλέησον ἡμᾶς, ce qui signifie : « Saint Dieu, Saint Puissant, Saint Immortel, aie pitié de nous. »

## Fonction liturgique

### Dans le rite byzantin
Cette prière trinitaire trouve son origine dans le chant des anges révélé par le prophète Isaïe dans la première année du roi Ozias, et à nouveau par l'apôtre Jean dans son Apocalypse,. À Constantinople le peuple priait pour la cessation des tremblements de terre qui dévastèrent la ville en 447 en chantant cette hymne ; mais le récit qui rattache l'origine du Trisagion à une révélation miraculeuse au moment de ce séisme est légendaire, et dû à une lettre apocryphe du patriarche Acace de Constantinople. Cette supplication fut rapidement intégrée à la liturgie byzantine, dans laquelle elle est depuis lors omniprésente. On peut répertorier son usage en trois types :
- Aux matines, et aux complies, la pièce appelée Grande Doxologie s'achève par un Trisagion chanté selon le modèle suivant :

Saint Dieu, Saint Fort, Saint Immortel, aie pitié de nous (répété trois fois).
Gloire au Père, et au Fils, et au Saint Esprit, et maintenant et toujours et pour les siècles des siècles, amen.
Saint Immortel, aie pitié de nous.
Saint Dieu, Saint Fort, Saint Immortel, aie pitié de nous.
- Dans la Divine Liturgie, après le chant des tropaires idoines, et avant les lectures bibliques, le Trisagion est chanté solennellement sur le même modèle que cité précédemment. L'usage grec, après le « Gloire au Père », voit le diacre s'adresser au chœur en lui indiquant de chanter « dynamis » : « À voix forte ! ». Le chœur répond : « Oui, à voix forte », et continue.

Lors des célébrations pontificales, le Trisagion est répété au début non pas trois fois mais sept fois, le chœur alternant avec le clergé célébrant, et l'évêque prononçant une prière spéciale à ce type d'ordo, selon une disposition qui varie selon les usages locaux.
- Le Trisagion fait surtout partie d'une prière appelée Prière du Trisagion, ainsi nommée parce qu'il en constitue le début. Cette prière se retrouve continuellement dans tous les offices du rite byzantin, à l'exception notoire de la Divine Liturgie. Les prières du Trisagion, jamais chantées mais toujours lues, sont ainsi composées :

Saint Dieu, Saint Fort, Saint Immortel, aie pitié de nous (trois fois)
Gloire au Père et au Fils et au Saint-Esprit, maintenant et toujours et dans les siècles des siècles, amen
Très-Sainte Trinité, aie pitié de nous. Seigneur, purifie-nous de nos péchés. Maître, pardonne-nous nos iniquités. Saint, visite-nous et guéris nos infirmités à cause de Ton Nom.
Kyrie eleison (trois fois)
Gloire au Père et au Fils et au Saint-Esprit, maintenant et toujours et dans les siècles des siècles, amen.
Notre Père...

### Dans le rite romain
Le chant d'acclamation est répété trois fois avant les lectures des textes de l'Écriture sainte ; pendant le chant du Trisagion le prêtre récite lui-même une oraison portant le même nom.
Celui-ci était en usage dans le rite gallican, jusqu'à ce que Charlemagne ordonne le remplacement de ce rite par le rite romain en 789, avec son capitulaire Admonitio generalis. En effet l'évangélisation de la Gaule avait été effectuée par des prêtres grecs tels que saint Pothin et Irénée de Lyon, et non par Rome. Comme les neumes n'existaient pas encore, la mélodie du Trisagion gallican fut perdue.
En étudiant les manuscrits des antiennes dominicaines pour le Carême, Dom Jean Claire de Solesmes découvrit vers 1995 un trope duquel le texte avait été adopté pour le Trisagion. Finalement, ce dernier était partiellement conservé dans l'antienne grégorienne Media vita in morte sumus, à la suite de la disparition après l'ordonnance de Charlemagne.

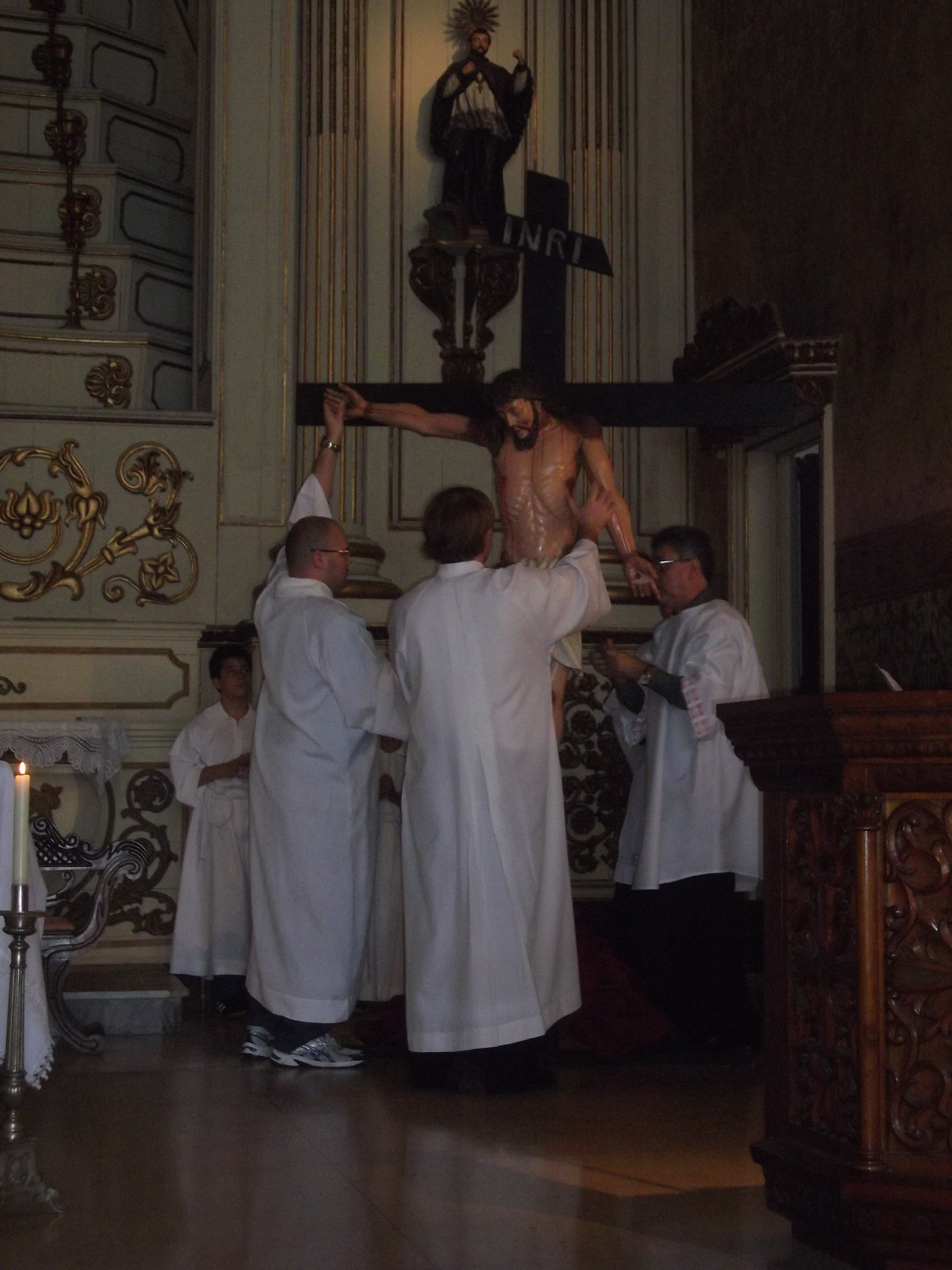
Auprès de l'Église romaine, Agios o Theós est chanté au vendredi saint, lors de l'adoration de la Croix, sommet de cet office. C'est pourquoi le chœur n°1 exécute solennellement le texte en grec.

Au regard du rite romain, l'Église avait célébré la messe, durant les trois premiers siècles, toujours en grec. Au IVe siècle, la traduction du texte fut entièrement effectuée, à l'exception du Kyrie. Mais également, lors de la célébration du vendredi saint, un peu de textes en grec restent dans les Impropères, qui sont chantés en grec et, en alternance, en latin ou dans la langue locale, et normalement en double chœur qui était une tradition ancienne du rite byzantin. En effet, les Impropères sont le sommet de la célébration du vendredi saint [texte en ligne (voir Improperia)] :
1. Hágios o Theós.

2. Sanctus Deus.

1. Hágios Ischyrós.

2. Sanctus Fortis,

1. Hágios Athánatos, eléison himás.

2. Sanctus Immortalis, miserere nobis.
- Tomás Luis de Victoria, Officium Hebdomadæ Sanctæ (Office de la Semaine Sainte), Improperia (Popule meus puis Agios o Théos) :
[version concert de qualité]
[version intégrale par des religieux de Silos, et en alternance (à partir de 28 min 35 s)]
[Célébration à la basilique Saint-Pierre du Vatican, le 29 mars 2013]

Il est à noter que l'usage dans le rite romain est si ancien avec ce texte particulier que des manuscrits du chant vieux-romain contiennent du trisagion. Il s'agit du manuscrit latin 5319 de la Bibliothèque apostolique vaticane, folio 80r ainsi que du manuscrit Cappella Sistina F22, folio 51r . Sous l’influence du rite byzantin, ce chant aurait été composé avant le VIIe siècle. Le Saint-Siège gardait toujours cette tradition. Le Missale Romanum peroptime, publié en 1507 avant le concile de Trente, contenait aussi les Improperia. Dans ces manuscrits, les mots grecs s'employaient sans lettre h, comme la lettre française muette h.